# Ťiao-cuo
Ťiao-cuo (čínsky pchin-jinem Jiāozuò, znaky 焦作) je městská prefektura v Čínské lidové republice. Patří k provincii Che-nan. Celá prefektura má rozlohu 3 972 čtverečních kilometrů a v roce 2020 v ní žilo tři a půl milionu obyvatel.

## Poloha
Ťiao-cuo leží na severním okraji provincie Che-nan a severním břehu Žluté řeky. Hraničí na jihu s Čeng-čou, hlavním městem provincie, na východě se Sin-siangem, na jihozápadě s Luo-jangem, na západě s Ťi-jüanem a na severu s provincií Šan-si.

## Správní členění
Městská prefektura Ťiao-cuo se člení na deset celků okresní úrovně, a sice čtyři městské obvody, dva městské okresy a čtyři okresy.
| Ťie-fang Čung-čan Ma-cchun Šan-jang okres · Siou-wu okres · Po-aj okres · Wu-č’ okres · Wen městský okres · Čchin-jang městský okres · Meng-čou |        |                       |             |                                         |
| Název | Název  | Počet obyvatel (2020) | Rozloha km² | Hustota zalidnění (obyv. na km²) (2020) |
| český přepis | znaky  | Počet obyvatel (2020) | Rozloha km² | Hustota zalidnění (obyv. na km²) (2020) |
| Městské obvody |        |                       |             |                                         |
| Ťie-fang | 解放区 | 347 382               | 72          | 4 844                                   |
| Čung-čan | 中站区 | 107 281               | 125         | 858                                     |
| Ma-cchun | 马村区 | 120 560               | 119         | 1 014                                   |
| Šan-jang | 山阳区 | 510 251               | 174         | 2 929                                   |
| Městské okresy |        |                       |             |                                         |
| Čchin-jang | 沁阳市 | 447 487               | 595         | 752                                     |
| Meng-čou | 孟州市 | 334 213               | 504         | 664                                     |
| Okresy |        |                       |             |                                         |
| Siou-wu | 修武县 | 248 585               | 597         | 416                                     |
| Po-aj | 博爱县 | 350 140               | 485         | 722                                     |
| Wu-č’ | 武陟县 | 661 341               | 820         | 806                                     |
| Wen | 温县   | 393 838               | 481         | 818                                     |
| |        |                       |             |                                         |
| Celkem | Celkem | 3 521 078             | 3 972       | 887                                     |

## Partnerská města
- Čchungdžu, Jižní Korea
- Freiburg im Breisgau, Německo

- Lublin, Polsko